# Annet Mahendru
Anita Devi « Annet » Mahendru, est une actrice afghane-américaine, née le 5 novembre 1985,, , surtout connue pour son rôle de Nina Sergeevna Krilova dans la série dramatique de FX The Americans (2013-2016), pour lequel elle remporte une nomination pour le Critics' Choice Television Award de la meilleure actrice dans un second rôle dans une série télévisée dramatique en 2014.

## Jeunesse et éducation
Mahendru est né à Kaboul, en Afghanistan. Sa mère, Olga, est russe tandis que son père, Ghanshan « Ken » Mahendru, est un éducateur et journaliste indien hindou,.
Elle a ce qu'elle appelle une enfance « gitane », voyageant régulièrement entre Saint-Pétersbourg et Francfort avant de déménager après la séparation de ses parents avec son père à East Meadow, dans l'État de New York, à l'âge de treize ans.
Elle obtient un diplôme d'anglais de l'université de Saint John à New York.
Elle parle couramment l'allemand, le russe et l'anglais, et parle également l'hindi, le français et le persan. Elle veut d'abord utiliser ce qu'elle appelle son « ambiguïté ethnique » pour travailler pour les Nations unies. Elle s'inscrit à l'université de New York pour une maîtrise en relations internationales, mais abandonne pour poursuivre une carrière d'actrice.
Elle déménage ensuite à Los Angeles et étudie l'improvisation aux Groundlings.

### Vie privée
Elle est mariée à Louie Gibson depuis 2016. Ils ont deux enfants.

## Carrière
Elle commence sa carrière d'actrice en 2006, apparaissant dans un épisode de la sitcom Love Monkey, un épisode du drame Conviction, un spin-off de Law & Order et le court métrage The Art of Love. L'année suivante, elle apparaît dans un épisode de la comédie dramatique Entourage.
En 2013, elle obtient le rôle récurrent de Nina Sergeevna Krilova dans le drame de FX, The Americans, apparaît dans un épisode de la série policière FBI : Duo très spécial et joue l'agent Rosen dans deux épisodes du drame policier Blacklist.
Elle joue également dans son premier film, Escape from Tomorrow, qui attire l'attention car la majeure partie a été filmée sur place à la fois à Walt Disney World et à Disneyland sans l'autorisation de The Walt Disney Company, propriétaire et exploitant des deux parcs,.
En 2014, elle est promue régulière de la série pour la deuxième saison de The Americans.
Elle joue également dans la comédie dramatique Bridge and Tunnel et dans la mini-série X-Files. Elle interprète également Nafisa Al-Qadi dans la série Tyrant.
En 2015, elle joue le rôle-titre du long métrage indépendant Sally Pacholok, qui est présenté en première et a remporté le prix du meilleur long métrage au DC Independent Film Festival, à Washington, D.C.,.
En 2018, elle est présente dans un épisode de la série d'anthologie The Romanoffs, diffusé sur Prime Video.
Elle tient un rôle principal dans la série AMC The Walking Dead : World Beyond, créée en 2020.

## Filmographie

### Cinéma

#### Longs métrages
- 2009 : Erza : Fear of a Faceless God d'Hugo Fernandez et Pablo V. Chirinos : Erza
- 2011 : El Padrino II: Border Intrusion de Damian Chapa : L'épouse de Serge
- 2011 : Love, Gloria de Nick Scown : Katie
- 2013 : Escape from Tomorrow de Randy Moore : Isabelle
- 2014 : Les Pingouins de Madagascar (Penguins of Madagascar) d'Eric Darnell et Simon J. Smith : Eva (voix)
- 2014 : Bridge and Tunnel de Jason Michael Brescia : Kelly Jones
- 2015 : Sally Pacholok d'Elissa Leonard : Sally Pacholok
- 2017 : Seven de Judyann Elder : Farida Azizi
- 2017 : Romance in the Digital Age de Jason Michael Brescia : Annet
- 2022 : Père Stu : un héros pas comme les autres (Father Stu) de Rosalind Ross : Mary
- 2022 : Manifest West de Joe Dietsch et Louie Gibson : Alice Hayes

#### Courts métrages
- 2006 : The Art of Love d'Eric Paul Maryea : Kala
- 2010 : Ungu de Joe Guglielmino : La narratrice (voix)
- 2010 : Duel of the Overmen de Brendon deVore : Ausler
- 2011 : American Badass : Bernie's Back ! de Louie Gibson : Janet
- 2011 : The Hollow de Travis Burroughs : Katie
- 2011 : Missed Call de Justin Wells : Steph
- 2011 : Almaz d'Elliot Blanchard : Natasha
- 2012 : Got Rights ? de Kamala Lopez : Une femme afghane
- 2012 : Captain Planet 3 de Nick Corirossi : La scripte
- 2012 : Captain Planet 4 de Nick Corirossi et Charles Ingram : La scripte
- 2013 : Metropolitan Stories de Daniel Wrobel : Esmeralda
- 2014 : Smokey Eyes de Scott Vinci : Barbara
- 2018 : The Slows de Nicole Perlman : Eryn

### Télévision

#### Séries télévisées
- 2006 : Love Monkey : Une groupie
- 2006 : Conviction : Une serveuse
- 2011 : Big Time Rush : Princesse Svetlana
- 2011 : 2 Broke Girls : Robin
- 2012 : Mike and Molly : L'hôtesse de l'air
- 2013 : Blacklist (The Blacklist) : Agent Rosen
- 2013 : FBI : Duo très spécial (White Collar) : Katya
- 2013 - 2016 : The Americans : Nina Sergeevna Krilova
- 2014 : Grey's Anatomy : Ana
- 2015 : Following (The Following) : Eliza
- 2016 : X-Files : Aux frontières du réel (The X-Files) : Sveta
- 2016 : Tyrant : Nafisa Al-Qadi
- 2017 : Neo Yokio : Mila Malevitch (voix)
- 2018 : L'Arme fatale (Lethal Weapon) : Layla Khudari
- 2018 : The Romanoffs : Elena Evanovich
- 2020 : Prodigal Son : Fiona
- 2020 - 2021 : The Walking Dead : World Beyond : Jennifer « Huck » Mallick
- 2023 : True Lies : Yelena